# Сокул (Ковель)
Сокул (пол. Sokół Kowel) — польський футбольний клуб з Ковеля (зараз — Волинська область, Україна).

## Історія
У сезоні 1929 року виступав у Клясі «Б» підгрупи Волинь Львівської районної ліги, за підсумками якого виборов путівку до Кляси «А». У 1930 році виступав у першому розіграші Кляси «А» Волинської районної ліги. «Сокул» посів друге місце в турнірній таблиці, випередивши найсильніший тогочасний клуб Волині ВКС Ковель. Той сезон виявивися єдиним для «Сокула» в другому дивізіоні польського  чемпіонату, оскільки по його завершенні команду було розформовано.